# Губанов, Иван Алексеевич
Ива́н Алексе́евич Губа́нов (14 января 1933, Лихвин —12 февраля 2005) — советский и российский геоботаник, флорист и систематик.

## Биография
Родился 14 января 1933 года в посёлке Лихвин (ныне — Чекалин Тульской области). 
В годы Великой Отечественной войны находился в деревне Щелево у деда, где узнал многое о природе, растениях, животных и т. д. 
В 1948 году окончил семилетнюю школу, после чего поступил в Битцевский сельскохозяйственный техникум. Там он учился ботанике у Василия Петровича Рождественского. В 1951 году окончил техникум с отличием, после чего продолжил получение образования в Московском университете, где посещал лекции К. И. Мейера, Д. А. Транковского, А. Н. Белозерского, Л. И. Курсанова, Л. А. Зенкевича, С. Н. Тюремнова, Т. А. Работнова. В 1956 году Иван Алексеевич окончил биолого-почвенный факультет по специальности геоботаника.
В 1952 и 1953 И. А. Губанов ездил на экспедиции в Нижнее Поволжье, в 1954 и 1955 — в Амурскую область. С 1956 года работал на Пржевальской опытной станции Всесоюзного научно-исследовательского института лекарственных растений в Киргизии, изучал растения, содержащие алкалоиды. Вернувшись в Москву в 1958 году, поступил в аспирантуру. Защитил кандидатскую диссертацию на тему "Алкалоидоносные растения Тянь-Шаня и Джунгарского Алатау". Обучаясь под руководством профессора С. С. Станкова, продолжал ездить на экспедиции на Тянь-Шань.
С 1960 года Иван Алексеевич был младшим научным сотрудником ВИЛАРа, с 1962 — старшим научным сотрудником, в 1964—1966 — заместителем директора по научной работе, в 1967—1968 — заведующим отделом ботаники. Продолжал экспедиции в Башкирию, Среднюю Азию в поисках лекарственных растений. Получил 5 авторских свидетельств за участие в создании новых лекарств.
В 1966 году посетил Индию. Продолжая работать в ВИЛАРе, также читал курс на биолого-почвенном факультете МГУ. С 1968 года Губанов работал старшим научным сотрудником Гербария МГУ. С В. Н. Павловым Губанов переработал среднеазиатский отдел гербария. В 1969—1971 участвовал в Мещерской экспедиции Ботанического сада МГУ, с которой было привезено в общей сложности более 20 тысяч гербарных образцов. В 1968 и 1974 Иван Алексеевич ездил в Афганистан.
С 1976 по 1978 И. А. Губанов руководил экспедицией в Амурскую область, в частности, по Зейскому заповеднику. Начиная с 1978 года, многократно участвовал в работе Советско-Монгольской комплексной биологической экспедиции. Собрал в Монгольской Народной Республике обширный гербарий. Опубликованный им в 1996 году «Конспект флоры Внешней Монголии» включает 2823 вида растеий.
В 1970—1992 Губанов был учёным секретарём московского отделения Всесоюзного ботанического общества.
Скончался Иван Алексеевич Губанов 12 февраля 2005 года.

## Некоторые публикации
- Губанов И. А. Флора и растительность Московской области: История изучения и аннотированная библиография. — М., 1972. — 287 с.
- Губанов И. А., Крылова И. Л., Тихонова В. Л. Дикорастущие полезные растения СССР. — М., 1976. — 360 с.
- Губанов И. А. Флора и растительность хребта Тукуринга (Амурская область). — М., 1981. — 267 с.
- Губанов И. А., Новиков В. С., Тихомиров В. Н. Определитель высших растений средней полосы европейской части СССР. — М., 1981. — 285 с.
- Губанов И. А. Луговые травянистые растения. — М., 1990. — 181 с.
- Губанов И. А. Лекарственные растения. — М., 1993. — 270 с.
- Губанов И. А., Киселёва К. В., Новиков В. С. Дикорастущие полезные растения. — М., 1993. — 300 с.
- Губанов И. А. Конспект флоры внешней Монголии. — М., 1996. — 136 с.
- Губанов И. А. Иллюстрированный определитель растений Средней России : в 3 т. / И. А. Губанов, К. В. Киселёва, В. С. Новиков, В. Н. Тихомиров. — М. : Товарищество науч. изд. КМК : Ин-т технол. исслед., 2002. — Т. 1 : Папоротники, хвощи, плауны, голосеменные, покрытосеменные (однодольные). — 527 с. — 5000 экз. — ISBN 5-87317-091-6.
- Губанов И. А. Иллюстрированный определитель растений Средней России : в 3 т. / И. А. Губанов, К. В. Киселёва, В. С. Новиков, В. Н. Тихомиров. — М. : Товарищество науч. изд. КМК : Ин-т технол. исслед., 2003. — Т. 2 : Покрытосеменные (двудольные: раздельнолепестные). — 666 с. — 3000 экз. — ISBN 5-87317-128-9.
- Губанов И. А. Иллюстрированный определитель растений Средней России : в 3 т. / И. А. Губанов, К. В. Киселёва, В. С. Новиков, В. Н. Тихомиров. — М. : Товарищество науч. изд. КМК : Ин-т технол. исслед., 2004. — Т. 3 : Покрытосеменные (двудольные: спайнолепестные). — 520 с. — 3000 экз. — ISBN 5-87317-163-7.

## Некоторые виды, названные в честь И. А. Губанова
- Aconitum gubanovii Luferov & Vorosch., 1991
- Alchemilla gubanovii V.N.Tikhom., 1983
- Allium gubanovii Kamelin, 1980 — Лук Губанова
- Amberboa gubanovii Gabrieljan, 2011
- Astragalus gubanovii N.Ulziykh., 1987 — Астрагал Губанова
- Centaurea gubanovii Kamelin, 1983
- Chenopodium gubanovii Sukhor., 1999 [≡ Oxybasis gubanovii (Sukhor.) Sukhor. & Uotila, 2013]
- Delphinium gubanovii N.Friesen, 1990
- Dontostemon gubanovii (D.A.German) D.A.German, 2010
- Juncus gubanovii Novikov, 1975
- Koeleria gubanovii Tzvelev, 2011
- Oxytropis gubanovii Vassilcz., 1978
- Saussurea gubanovii Kamelin, 1988
- Silene gubanovii Lazkov, 1994